# Gröditz
Gröditz település Németországban, azon belül Szászország tartományban. Lakosainak száma 6834 fő (2023. december 31.).

## Népesség
A település népességének változása:
| Lakosok száma | 7150 | 7125 | 6893 | 6877 | 6834 |
|               | 2017 | 2019 | 2021 | 2022 | 2023 |